# General Electric
General Electric Company és una empresa multinacional fundada el 1892, que tingué la seu central fins al 2016 a Fairfield, Connecticut (Estats Units), i actualment a Boston, Massachusetts. Participa en una varietat de mercats, incloent la generació, transmissió i distribució d'electricitat, bombetes, automatització industrial, motors, locomotores (trens), avions, serveis d'aviació i materials plàstics, silicones, i abrasius. Està present a més de 100 països.
Fins al 2021, la companyia va operar als camps de l'aviació, l'energia, les energies renovables, la indústria digital, la fabricació d'armes, locomotores i capital risc i finances, però des de llavors s'ha desvinculat de diverses àrees, que ara consisteixen principalment en els quatre primers segments.
El 2020, GE es va classificar la 33a empresa més gran dels Estats Units per xifra de negoci, segons Fortune 500. Dos empleats de GE —Irving Langmuir (1932) i Ivar Giaever (1973)— han estat guardonats amb el Premi Nobel.
El 9 de novembre de 2021, la companyia va anunciar que es dividiria en tres empreses públiques. Les noves empreses se centraran en l'aviació, la salut i l'energia. La primera escissió de la divisió de salut està prevista per al 2023 i la seguirà la divisió d'energia el 2024.

## Història
La companyia remunta la seva història a 1880, quan Thomas Alva Edison, resident llavors a Menlo Park (Nova Jersey), va unir alguns dels seus interessos comercials sota una corporació per formar l'Edison General Electric Company. El 1887, Elihu Thomson i C.J. Houston havien constituït la Thomson-Houston Electric Company, que va passar a adquirir un nombre dels seus competidors al sector elèctric, accedint a una sèrie de patents en el procés i conduint la companyia al primer lloc. Posteriorment, el 1892, l'Edison General Electric Company de Schenectady, Nova York, i la Thomson-Houston Electric Company de Lynn, Massachusetts, es van fusionar per formar la General Electric Company de la mà de J. P. Morgan, que anteriorment havia tret Thomas Alva Edison del negoci en comprar les seves accions a l'Edison General Electric Company i reemplaçar el corrent continu usada per Edison pel corrent altern desenvolupat i instaurat per Nikola Tesla i usada en l'actualitat. La companyia estava registrada a Schenectady, Nova York, i aquesta ciutat va ser la seva seu durant molts anys. Al voltant del mateix temps es va formar Canadian General Electric, la contrapart canadenca de la companyia.

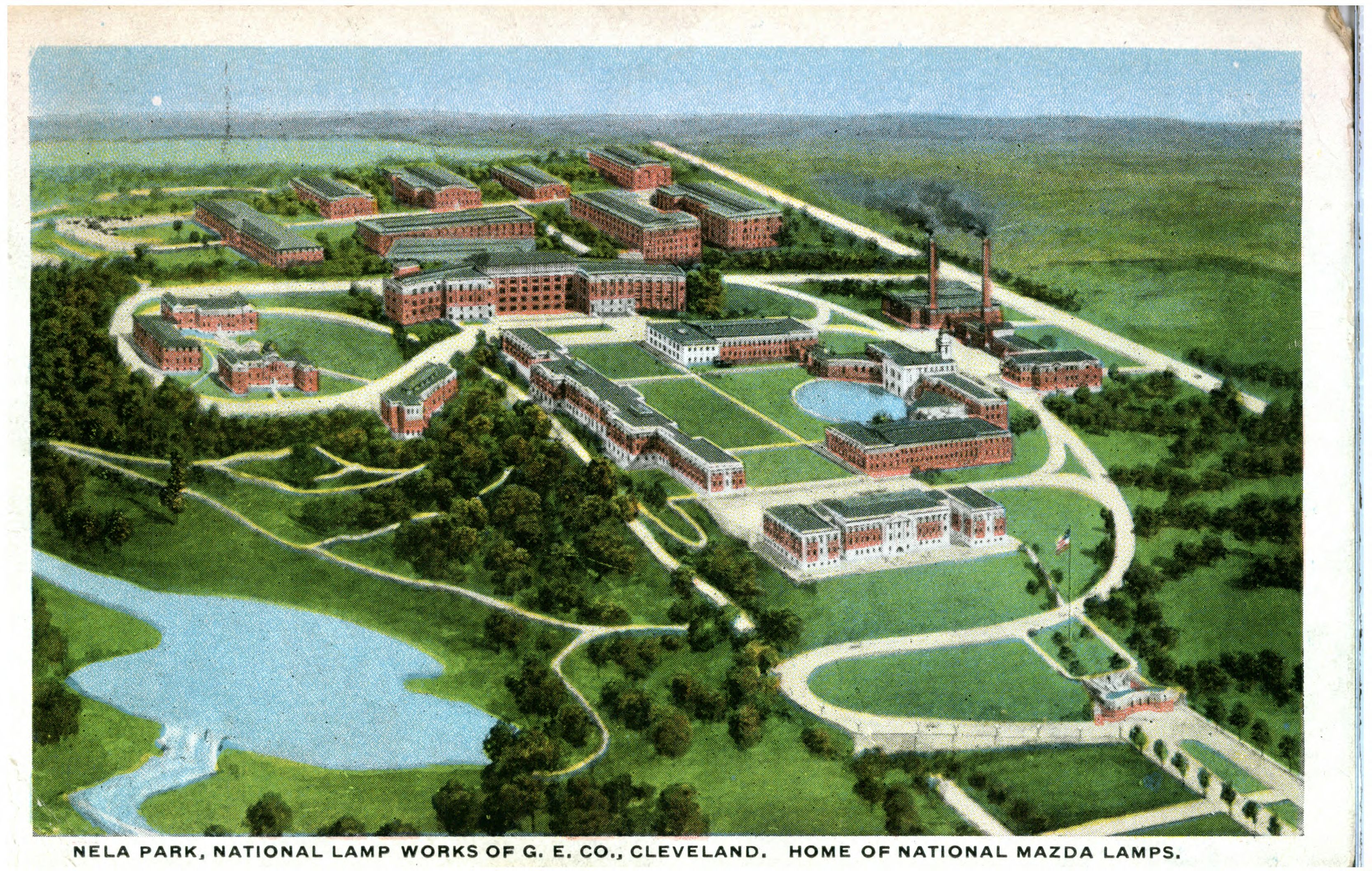
Instal·lacions de Nela Park, 1925.

General Electric va ser una de les empreses fundadores de l'índex econòmic Dow Jones Industrial Average quan es va establir el 1894 i en què es va mantenir durant 122 anys fins que va deixar de cotitzar-hi el 26 de juny de 2018, sent l'última de les companyies originàries en deixar de fer-ho. El 1921, General Electric va absorbir la National Electric Lamp Association (NELA) en el seu negoci existent d'equips d'il·luminació, i va establir la seu actual per a la seva divisió d'equips d'il·luminació a Nela Park a East Cleveland, Ohio. El 1935, GE era una de les 30 empreses cotitzades més grans a la Borsa de Londres.
El 1919, GE va fundar la Ràdio Corporation of America (RCA) per promoure la ràdio internacional. GE va utilitzar RCA com a la seva divisió per a vendes de ràdio fins a 1930, quan aquesta empresa es va separar de GE. La pròpia RCA ràpidament es va convertir en un gegant industrial. El 1929, enginyers i empresaris de GE van crear a Espanya la General Elèctrica Espanyola (GEE).
GE té una història llarga de treball amb turbines al camp de generació d'energia. La companyia va introduir els primers turbocompressors durant la Primera Guerra Mundial, i va continuar desenvolupant-los durant el període d'entreguerres, així que van arribar a ser indispensables als anys immediatament abans de la Segona Guerra Mundial. GE també va treballar amb els dissenys de Frank Whittle durant la Guerra, introduint els motors de reacció de Whittle als Estats Units durant els anys 1940. Això va conduir a la fundació de GE Aviation, que és actualment el major fabricant de motors al món, només seguit per la britànica Rolls-Royce plc, que va obrir el camí en el disseny i la fabricació de motors fiables, innovadors i eficients.

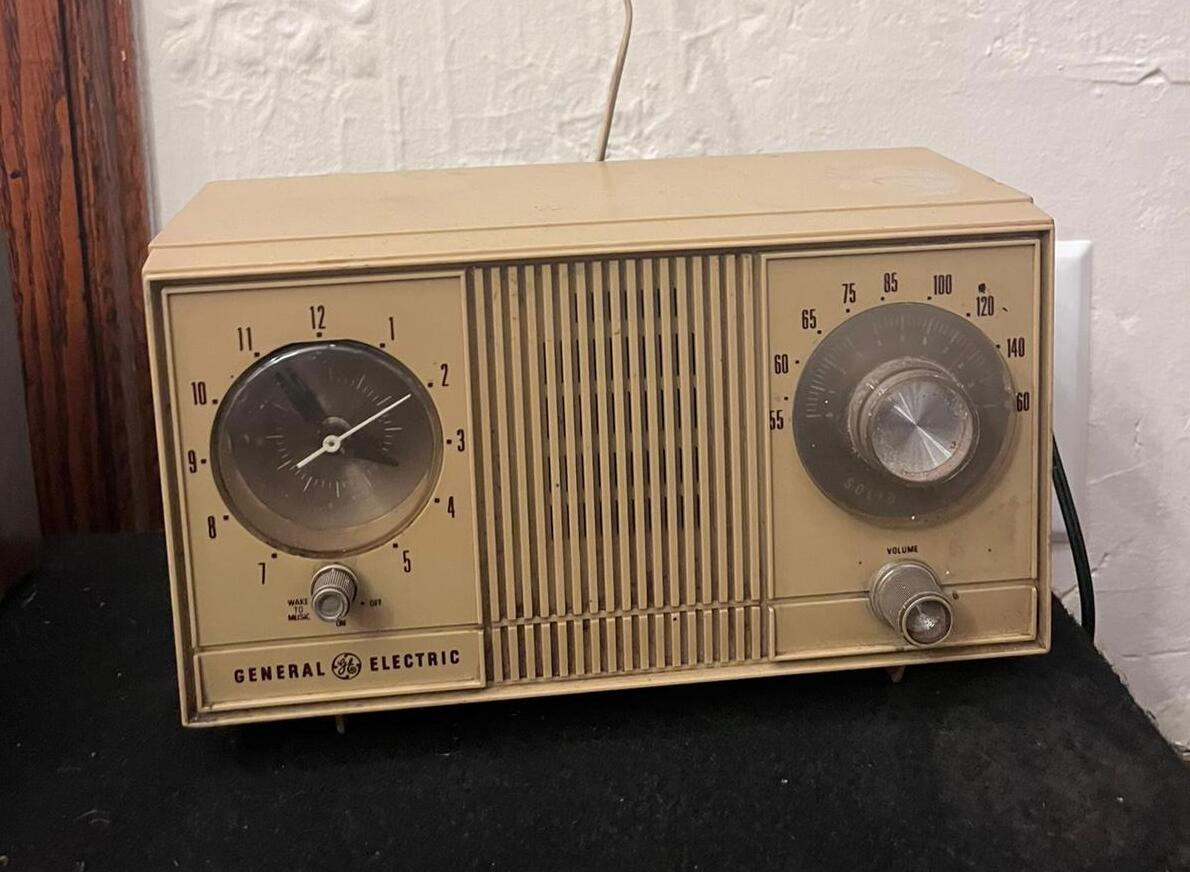
Radiodespertador antic de General Electric.

El 1959, General Electric va ser acusat de promoure el major càrtel il·legal als Estats Units des de l'adopció de la Llei Sherman Antitrust (1890) per mantenir preus artificialment alts. En total, 29 empreses i 45 executius van ser condemnats. Les investigacions parlamentàries subsegüents van revelar que el delicte de coll blanc era, de molt, la forma de delicte més costosa per a les finances dels Estats Units.
El 2002, GE va adquirir els interessos d'energia eòlica d'Enron durant els procediments de fallida. GE va desenvolupar una línia extensa de computadors durant els anys, incloent computadors de propòsit general (com ara les sèries GE-200, GE-400, i GE-600), computadors de control de processos en temps real (incloent el GE 4010, el GE 4020, i el GE 4060), i computadors per a commutació de missatges (com ara el Datanet 30 i el Datanet 355). A més, des de 1962, GE va desenvolupar el sistema operatiu GECOS (posteriorment reanomenat GCOS), que originalment va ser concebut per a processament per lots, però posteriorment va ser estès a temps compartit i gestió transaccional.
Al llarg dels anys, GE va adquirir una sèrie d'entitats empresarials, com ara RCA i la seva subsidiària de televisió NBC (el 1986), i Universal Pictures (amb què va fusionar NBC el 2004 per formar NBCUniversal), entre d'altres.

## Assumptes corporatius
GE és un conglomerat multinacional amb seu en Fairfield, Connecticut. Les seves oficines principals a Nova York estan situades en el Rockefeller Center, en el 30 de Rockefeller Plaza (també conegut com l′Edifici GE per la presència del prominent logotip de GE en el seu sostre). La seu de la cadena de televisió NBC (adquirida per GE en 1986) està situada en l'edifici. A través de la seva filial RCA, es va associar amb el Centre des de la seva construcció en la dècada de 1930.
La companyia es descriu com composta per un nombre d'unitats principals de negoci. Cada unitat és en si una vasta empresa, moltes de les quals, fins i tot com a empreses independents, tenen qualificacions en la llista Fortune 500. La llista dels negocis de GE ha variat al llarg dels anys com a resultat de les adquisicions, desinversions i reestructuracions de la companyia. Els formularis d'impostos de GE són més voluminosos que el de qualsevol altra companyia als Estats Units; la presentació de 2005 va consistir en aproximadament 24.000 pàgines impreses, i 237 megaoctets quan es va presentar per via electrònica.

### President i CEO
L'octubre de 2018, John L. Flannery va ser reemplaçat per H. Lawrence Culp Jr. per vot unànime de la junta directiva de GE. John L. Flannery havia reemplaçat a Jeff Immelt l'agost de 2017. Prèviament, Flannery va estar 20 anys a GE Capital i el 2013 va ser director de desenvolupament de negocis de tot GE.

### Filials

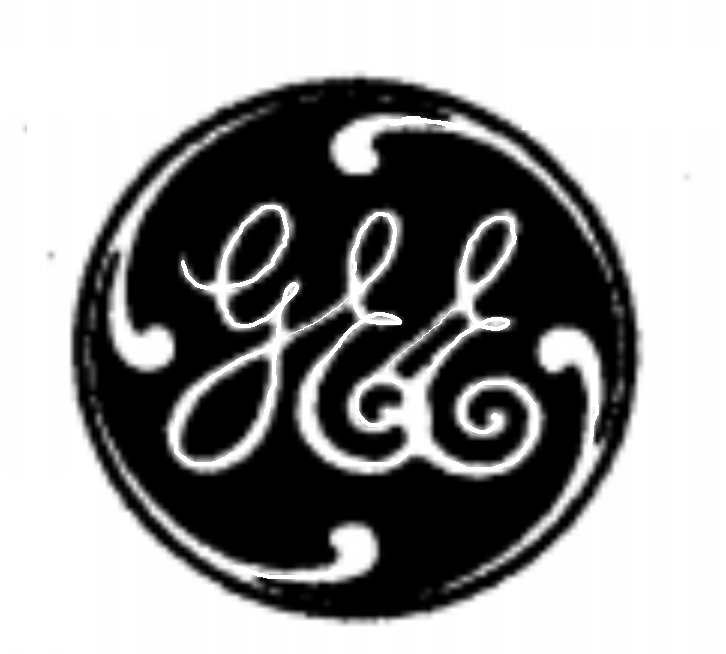
General Elèctrica Espanyola

Les divisions de GE inclouen GE Capital, GE Energy, GE Healthcare, GE Technology Infrastructure i GE Home and Business Solutions. A través d'aquestes empreses, GE participa en una varietat àmplia de mercats, incloent-hi la generació, transmissió, i distribució d'electricitat (nuclear, gas, i solar), il·luminació física, enginyeria automàtica, equips de imatge mèdica, motors elèctrics, locomotores, motors de reacció per a aeronaus, i serveis de aviació.
GE és també el copropietari de NBCUniversal amb Comcast, i ofereix una gamma de serveis financers a través de GE Commercial Finance, GE Consumer Finance, GE Equipment Services, i GE Insurance. A més dels Estats Units, l'empresa també té presència en més de cent països.
GE també produeix la línia de càmeres digitals General Imaging. En 2010, General Imaging va estrenar la Bridge Camera GE X5 amb 14 MP i un zoom òptic de 15x. En 2011, va ser reemplaçada per la GE X500 de 16 megapíxels GE X500, que al Japó s'ofereix opcionalment en color vermell, a diferència dels tradicionals negre o blanc al llarg del món.
Encara que els primers conglomerats (com ara ITT Inc., Ling-Temco-Vought, Tenneco, etc.) van quedar en el camí a mitjan anys 1980, a la fi dels anys 1990, altres empreses (Westinghouse Electric, Tyco International, entre altres) van intentar i van fracassar a emular l'èxit de GE.
El 4 de maig de 2008, es va anunciar que GE subhastaria la seva empresa d'electrodomèstics, amb un resultat esperat d'entre cinc i vuit mil milions de dòlars. No obstant això, aquest pla va fracassar com a resultat de la recessió.

### Reconeixement corporatiu
El 2011, Fortune va classificar GE com la sisena major signatura als Estats Units, amb el catorzè lloc en beneficis. Altres classificacions per a 2011 inclouen les següents:
- Setena companyia per a líders (Fortune)
- Cinquena major marca global (Interbrand)
- 82a companyia "verda" (Newsweek)
- Tretzena companyia més admirada (Fortune)
- Dinovena companyia més innovadora (Fast Company)

Per a 2010, la marca de GE va ser valorada en 42,8 milers de milions de dòlars estatunidencs. Després del seu ascens a la posició de director executiu de GE en 2004, Jeff Immelt havia comissionat una sèrie de canvis en la presentació de la marca, en un esforç per a unificar les empreses diversificades de GE. Els canvis van incloure una paleta nova de colors corporatius, modificacions petites al logotip de GE, una font novament personalitzada anomenada «GE Inspira» i el reemplaçament del seu eslògan de molt de temps, We bring good things to life (‘Creem coses bones per a la vida’), amb un eslògan nou, Imagination at work (‘Imaginació en obra’). Els canvis van ser dissenyats per Wolff Olins i són usats extensament en el màrqueting i literatura de GE.